# Folarin
Albums de Wale
The Eleven One Eleven Theory
(2011)
Singles
1. Bad
Sortie : 5 février 2013

Folarin est la huitième mixtape de Wale, sortie le 24 décembre 2012.
On y retrouve de nombreuses collaborations, comme 2 Chainz, Trinidad James, Rick Ross ou encore French Montana.

## Liste des titres
| No  | Titre                                                                                  | Contient un (des) sample(s) de                                                     | Durée |
| --- | -------------------------------------------------------------------------------------- | ---------------------------------------------------------------------------------- | ----- |
| 1.  | The Forward (Produit par Aaron Wess)                                                   |                                                                                    | 1:59  |
| 2.  | Change Up (Produit par LG)                                                             | Change Up de Jean Terrell                                                          | 2:56  |
| 3.  | The Show (featuring Rick Ross et Aaron Wess – Produit par No Credit)                   |                                                                                    | 3:44  |
| 4.  | Let a Nigga Know (featuring Chinx Drugz et Fatz Da Big Fella – Produit par Rico Beats) |                                                                                    | 3:33  |
| 5.  | Get Me Doe (featuring 2 Chainz – Produit par Beat Billionaire)                         |                                                                                    | 3:57  |
| 6.  | Bad (featuring Tiara Thomas – Produit par Tiara Thomas et Kelson Camp)                 | Mr. Wrong de Mary J. Blige featuring Drake Bad de Tiara Thomas                     | 4:17  |
| 7.  | Limitless (featuring Scarface – Produit par Jake One)                                  |                                                                                    | 3:38  |
| 8.  | Chun Li (featuring Nipsey Hussle – Cardo)                                              | Chun Li de Yoko Shimomura et Isao Abe Mysteries of the World (12" Version) de MFSB | 4:04  |
| 9.  | Skool Daze (Produit par Nottz)                                                         |                                                                                    | 3:42  |
| 10. | H20 (Produit par Joe K)                                                                |                                                                                    | 3:41  |
| 11. | Street Runner (Produit par Beat Billionaire)                                           | Streetrunner de Nancy Wilson                                                       | 2:56  |
| 12. | Back 2 Ballin' (featuring French Montana – Produit par Cheeze Beatz)                   |                                                                                    | 3:22  |
| 13. | Cool Off (featuring Jhené Aiko – Produit par Tone P.)                                  |                                                                                    | 3:19  |
| 14. | Fa We We Freestyle (Produit par Willie B)                                              | Huit Octobre 1971 de Cortex I've Changed des Magictones                            | 2:55  |
| 15. | The One Eyed Kitten Song (featuring Travis Porter – Produit par Diplo)                 | Teco de Tae Bae Bae featuring Wale                                                 | 3:08  |
| 16. | Flat Out (featuring Trinidad James – Produit par Beat Billionaire)                     | Superman de Bill Cosby                                                             | 3:51  |
| 17. | Ji-Dope (Produit par Beat Billionaire)                                                 |                                                                                    | 2:43  |
| 18. | The Right One (featuring Hit-Boy – Produit par Austin Millz)                           | Talkin' Bout the Right One de John Lee & Gerry Brown                               | 3:07  |
| 19. | Money Changes (featuring Chrisette Michele – Produit par Key Wane)                     |                                                                                    | 3:18  |
| 20. | Georgetown Press (featuring Lightshow – Produit par AppleJuice Kid)                    |                                                                                    | 4:20  |
| 21. | Never Never Freestyle (Produit par Danny!)                                             | Love Rain de Jill Scott                                                            | 2:09  |